# Henrik Vuornos
Henrik Jeremias Vuornos, född 27 juni 1993 i Tammerfors, är en finländsk politiker (Samlingspartiet). Han är ledamot av Finlands riksdag sedan 2025 och han representerar Nylands valkrets. Kai Mykkänen tillträdde som stadsdirektör i Esbo 2025 och Vuornos fick ersätta honom i riksdagen.
I riksdagsvalet 2023 fick Vuornos 4 033 röster i Nylands valkrets.